# Caraguata tarsalis
Caraguata tarsalis es un coleóptero de la familia Chrysomelidae.
Fue descrita científicamente por primera vez en 1923 por Bowditch.